# 特里安夫 (愛達荷州)
特里安夫（英語：Triumph）是位於美國愛達荷州布萊恩縣的一個非建制地區。該地的面積和人口皆未知。

## 地理
特里安夫的座標為43°38′42″N 114°15′15″W / 43.64500°N 114.25417°W，而該地的平均海拔高度為1863米（即6112英尺）。